# Eosentomon sexsetosum
Eosentomon sexsetosum är en urinsektsart som beskrevs av Andrzej Szeptycki 1985. Eosentomon sexsetosum ingår i släktet Eosentomon och familjen trakétrevfotingar. Inga underarter finns listade i Catalogue of Life.